# Guillermo Barros Schelotto
Pour les articles homonymes, voir Barros et Schelotto.
Guillermo Barros Schelotto, né le 4 mai 1973 à La Plata, est un footballeur argentin. Il évolue au poste de milieu de terrain ou d'ailier, et a notamment porté les couleurs de Gimnasia y Esgrima La Plata et Boca Juniors, club dans lequel il a remporté le championnat d'Argentine à six reprises, ainsi que la Copa Libertadores et la Coupe intercontinentale. Il compte également 10 sélections en équipe d'Argentine.
Charismatique, il est devenu "l'idole" des supporters dans les deux clubs argentins (Gimnasia et Boca) pour lesquels il a joué.
Depuis sa retraite sportive en 2011, il est reconverti en tant qu'entraîneur.

## Carrière

### En club
Guillermo Barros Schelotto commence sa carrière au Club de Gimnasia y Esgrima La Plata, en compagnie de son frère Gustavo Barros Schelotto. Il dispute son premier match en 1re division face à Independiente en octobre 1991, et inscrit son premier but l'année suivante face à River Plate. En 1993, Gimnasia y Esgrima remporte la Copa Centenario, organisée à l'occasion du centenaire de la Fédération d'Argentine de football. C'est le premier et seul titre professionnel obtenu à ce jour par le club de La Plata. Le club termine également vice-champion du championnat d'Argentine en 1995 et 1996.
Après avoir inscrit 45 buts en 181 rencontres pour Gimnasia, Guillermo Barros Schelotto est recruté par Boca Juniors en 1997. El Mellizo évolue de nouveau aux côtés de son frère Gustavo. Il dispute son premier match pour Boca en septembre 1997, et est notamment associé à l'attaquant Martín Palermo. Entraînés par Carlos Bianchi, les Xeneizes remportent le tournoi d'ouverture du championnat d'Argentine en 1998, le tournoi de clôture 1999 et de nouveau le tournoi d'ouverture en 2000. En juin de la même année, ils s'imposent en Copa Libertadores, battant en finale le club brésilien de Palmeiras. En novembre, Boca remporte également la Coupe intercontinentale face au Real Madrid. En 2003 et 2004, Guillermo Barros Schelotto participe aux victoires dans le tournoi d'ouverture du championnat, en Copa Libertadores, et en Coupe intercontinentale face au Milan AC. Sous la direction d'Alfio Basile, il enrichit encore son palmarès en remportant le tournoi d'ouverture 2005 et le tournoi de clôture 2006, ainsi que la Copa Sudamericana et la Recopa Sudamericana.
Guillermo Barros Schelotto est l'un des joueurs les plus populaires auprès des fans de Boca Juniors, en février 2008 il se classe 3e d'un sondage organisé par le club afin de désigner le plus grand joueur de son histoire. Barros Schelotto est seulement devancé par Juan Román Riquelme et Diego Maradona. Il a marqué 87 buts en 302 rencontres pour Boca, il inscrit notamment un doublé en juin 2003 lors du Superclassico face à River Plate. Néanmoins, lors des dernières saisons, son temps de jeu diminue au profit de Rodrigo Palacio et Martín Palermo.
En avril 2007, il décide de poursuivre sa carrière aux États-Unis, dans la franchise de Crew de Columbus qui évolue en Major League Soccer. Âgé de 34 ans, il signe un contrat d'un an comprenant une option pour une seconde année. Durant sa première saison en MLS, il inscrit 5 buts et délivre 11 passes décisives en 22 rencontres, dont 19 disputées comme titulaire. L'argentin est élu meilleur joueur (MVP) de son club et figure dans l'« équipe type » de la MLS. Barros Schelotto est titularisé dans chacun des 13 matches déjà disputés en 2008, cette saison il a inscrit 2 buts et donné 6 passes décisives.
En 2011, il retourne à son club formateur dont il est supporter, Gimnasia y Esgrima La Plata, en grande difficulté sportive et menacé de relégation, pour une dernière saison. Il y est accueilli par 7 000 supporters pour son premier entraînement.

### En équipe d'Argentine
En 1995, Guillermo Barros Schelotto dispute le tournoi de football des Jeux panaméricains avec l'équipe d'Argentine de football des moins de 23 ans. La sélection, qui compte notamment dans ses rangs Marcelo Gallardo, Ariel Ortega et Juan Pablo Sorín, s'impose en finale face au Mexique.
Il est appelé en équipe d'Argentine en février 1995, à l'occasion d'un match amical face à la Bulgarie. L'attaquant est de nouveau sélectionné durant les éliminatoires de la Coupe du monde 1998, puis dispute trois rencontres lors de la Copa América 1999.

### Entraîneur
Après son départ de Gimnasia en 2011, Guillermo Barros Schelotto se reconvertit en entraîneur. Il signe en 2012 avec le club Lanús, en première division argentine, où il obtient de bons résultats, le club terminant toujours dans les premières places (respectivement 6e, 4e et 3e). À l'issue de la saison 2012-2013, Lanús se qualifie pour la Copa Sudamericana.
Devenu entraîneur de Boca Juniors, il atteint la finale de la Copa Libertadores 2018 que son club perd contre le grand rival de River Plate. Il quitte le club après cette défaite et rejoint le Galaxy de Los Angeles le 2 janvier 2019. Il déclare alors ne pas avoir hésité à rejoindre le Galaxy, qui est « le club le plus important de MLS avec une grande histoire ». Il est démis de ses fonctions le 29 octobre 2020.
Le 21 octobre 2021 il est nommé sélectionneur de l'Équipe du Paraguay. Il aura la lourde tâche de relancer le Paraguay dans la course à la qualification pour la Coupe du monde 2022 au Qatar. Après les mauvais débuts de son équipe pour débuter les éliminatoires à la Coupe du monde 2026, il est limogé en septembre 2023.

## Palmarès joueur

### En club
- avec Boca Juniors :
  - Vainqueur du tournoi d'ouverture du championnat d'Argentine en 1998, 2000, 2003 et 2005 ; ainsi que du tournoi de clôture en 1999 et 2006 ;
  - Vainqueur de la Copa Libertadores en 2000, 2001, 2003 et 2007 ;
  - Vainqueur de la Coupe intercontinentale en 2000 et 2003 ;
  - Vainqueur de la Copa Sudamericana en 2004 et 2005 ;
  - Vainqueur de la Recopa Sudamericana en 2005 et 2006.

### Individuel
- Meilleur joueur de MLS : 2008
- Trophée d'homme du match de la MLS Cup : 2008

## Palmarès entraineur
- avec Boca Juniors :
  - Championnat d'Argentine en 2017 et 2018
  - Finaliste de la Copa Libertadores en 2018